# Poecilocharax weitzmani
Poecilocharax weitzmani är en fiskart som beskrevs av Géry, 1965. Poecilocharax weitzmani ingår i släktet Poecilocharax och familjen Crenuchidae. Inga underarter finns listade i Catalogue of Life.